# Tomate de Pachino

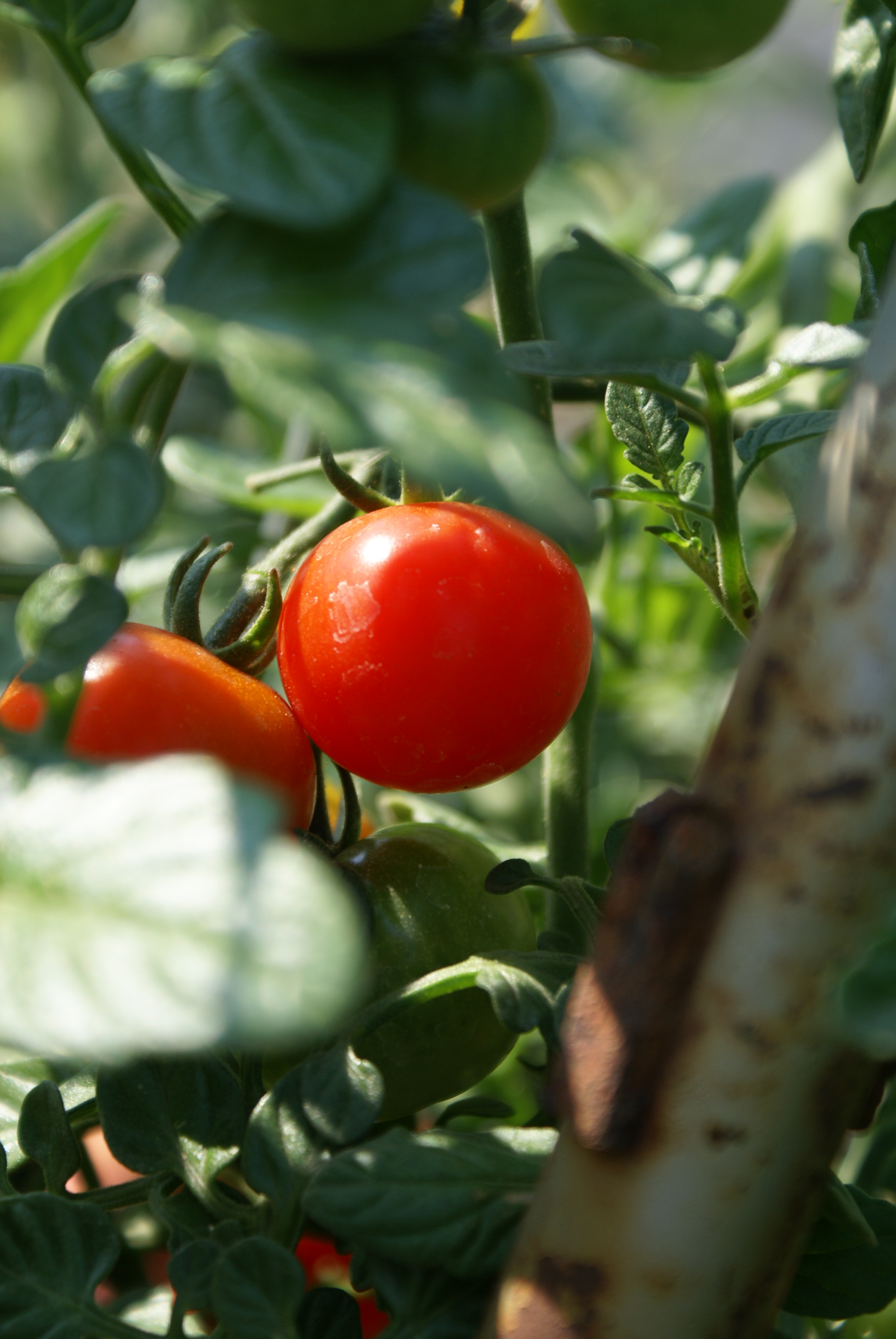
Une tomate de Pachino

La tomate de Pachino est une production horticole italienne bénéficiant d'une appellation IGP.
Il s'agit d'une variété crée en Israel par la multinationale HaZera Genetics, elle fut introduite en Italie en 1989.
Cette appellation a été publiée au journal officiel de l'Union européenne du 5 avril 2003 (Règlement (CE) n° 617/2003 de la Commission du 4 avril 2003).
La zone de production de la tomate de Pachino, située dans la partie sud-est de la Sicile, comprend les communes de Pachino et de Portopalo di Capo Passero (province de Syracuse) en totalité et de Noto (province de Syracuse) et d'Ispica (province de Raguse) en partie.
La tomate de Pachino se présente sous quatre formes :
- ciliegino (tomate cerise en grappe)
- costoluto  (côtelée),
- tondo liscio (ronde et lisse),
- grappolo (en grappe).